# VV De Beren
Voetbalvereniging De Beren is een voormalige Nederlandse amateurvoetbalclub uit Baarland, in de provincie Zeeland. De club bestond van 1949 tot 1969, toen zij fuseerde met VV ’s-Gravenpolder tot SV Apollo’69.

## Geschiedenis
VV De Beren werd officieel opgericht op 31 januari 1949 in Baarland. Het eerste bestuur bestond uit voorzitter F. v.d. Putte, secretaris A. den Hollander, penningmeester H. Reijm en bestuursleden P. Felius en J. C. Mol. Een commissie van toezicht werd gevormd door J.C. Vogelaar, Y.J. Tiegersma, H.G. Beneder, M. van Doorn en C.M. Schout.
In 1950 kreeg de vereniging de beschikking over een eigen sportterrein aan de Hellenburgstraat tussen Baarland en Oudelande. Het veld werd aangelegd met het oog op de groei van de vereniging en bood voldoende ruimte voor trainingen en wedstrijden. Daarnaast werden er kleedlokalen en een kantine geplaatst. Tegenwoordig is het sportpark in gebruik door tennisvereniging 't Hellewout en een hondentrainingsclub. Een deel van het terrein is ongebruikt en in verval geraakt.
Op 26 mei 1965 werd bekend dat de club subsidie ontving van de voormalige gemeente Hoedekenskerke. Deze subsidie werd verstrekt omdat er in de gemeente Hoedekenskerke destijds nog geen eigen voetbalvereniging was gevestigd, terwijl er wel behoefte was aan voetbalactiviteiten voor de inwoners. Op dat moment waren een 20-tal inwoners uit Hoedekenskerke lid van De Beren. 

## Fusie en nasleep
Op 13 juni 1969 werd officieel bekendgemaakt dat VV De Beren en VV ’s-Gravenpolder zouden samengaan tot SV Apollo’69. Hoewel men alleen in Baarland de beschikking had over een eigen sportpark, werd in 's-Gravenpolder al snel een nieuw sportpark gerealiseerd voor de nieuwe fusievereniging. Hiermee kwam een einde aan twintig jaar voetbal in Baarland. 
Na de fusie gingen veel voormalige spelers van De Beren niet spelen bij de nieuwe fusieclub SV Apollo’69 in ’s-Gravenpolder, maar sloten zij zich aan bij SV Hoedekenskerke, dat inmiddels was opgericht. Omdat Hoedekenskerke dichter bij Baarland lag, was dit voor veel spelers een logische keuze. Hierdoor werd SV Hoedekenskerke in de beleving van velen eerder gezien als de feitelijke opvolger van De Beren dan SV Apollo’69.
Tegenwoordig spelen de meeste voetballers uit Baarland bij HKW'21, een fusieclub ontstaan uit SV Hoedekenskerke en VV Kwadendamme in 2021. 

## Clubkleuren
De clubkleuren van VV De Beren zijn niet eenduidig overgeleverd in de bewaard gebleven verslagen.